# Gotthard
I Gotthard sono un gruppo heavy metal fondato a Lugano, Svizzera, nel 1992.
Spesso considerati uno dei gruppi di maggior successo della Svizzera, i Gotthard hanno venduto oltre 3 milioni di dischi nel mondo, di cui un milione nella sola Svizzera, e praticamente tutti i dischi della band sono entrati nelle classifiche svizzere rendendoli tra i gruppi più famosi in patria. I Gotthard hanno trovato un'elevata popolarità anche in Germania e in Giappone dove la band è regolarmente presente nelle classifiche.
Attualmente, sono al quarto posto nella lista degli artisti secondo il successo dei loro album nella classifica svizzera, con più di 560 settimane di permanenza complessiva.

## Storia del gruppo

### Gli inizi: Gotthard e Dial Hard (1992 - 1994)
I Gotthard nascono nel 1992 a Lugano, nel Canton Ticino, nella Svizzera italiana. Originariamente sotto il nome di Krak, il gruppo era composto dal cantante Steve Lee, il chitarrista Leo Leoni, il bassista Marc Lynn, ed il batterista Hena Habegger. Curiosamente Lynn proveniva dai China, altro gruppo svizzero di discreto successo.
Sotto la guida del ex-bassista/songwriter dei Krokus Chris von Rohr, la band cambiò nome in Gotthard, ispirato dal nome del Passo del San Gottardo (nel Canton Ticino, in Svizzera) e con l'evidente gioco con le parole inglesi "got" e "hard", concludendo un contratto discografico con la BMG.
Con von Rohr in veste di produttore e co-compositore, la band entrò in studio per il disco di debutto. L'album d'esordio, l'eponimo Gotthard, venne pubblicato nel 1992 ed ottenne un buon successo stazionando per nove mesi nella classifica elvetica. I principali compositori dell'album furono von Rohr, Lee e Leoni, mentre Vivian Campbell (divenuto in quel periodo chitarrista dei Def Leppard) partecipò come ospite suonando nei brani Firedance e Get Down. Il disco conteneva anche la reinterpretazione di Hush di Joe South (resa celebre dai Deep Purple).
Gli svizzeri girarono i video dei brani Hush e All I Care For, trasmessi a ruota su MTV e rimasero per 15 settimane nelle classifiche svizzere, raggiungendo la quinta posizione e guadagnando il disco di platino. Suonarono poi in Germania al fianco dei Victory e nel resto d'Europa come supporto ai Magnum.
Aprirono in seguito un concerto per Bryan Adams a Zurigo e parteciparono a diversi festival in tutta Europa. Nel 1993 ricevettero una nomination per i World Music Awards e nel frattempo tornarono in studio per le incisioni di un nuovo album, sempre con la collaborazione del mentore von Rohr, ancora una volta nel ruolo di produttore e compositore. Il secondo album, pubblicato nel 1994, prese il intitolo di Dial Hard. Anche questo ottenne un elevato successo raggiungendo il primo posto nella classifica elvetica per molte settimane e raggiunse il disco di platino; riuscì ad entrare anche nelle classifiche tedesche e giapponesi. In tour, la band venne accompagnata dal giovane chitarrista Igor Gianola.
I singoli Mountain Mama e I'm on My Way vennero trasmessi su MTV.

### I primi successi: G. e il tour acustico di D-Frosted (1995 - 1998)
La band, assieme a von Rohr, si trasferì temporaneamente a Los Angeles per registrare il terzo disco G. che uscì nel 1996. La pubblicazione dell'album venne preceduta dal singolo Father Is That Enough?, che raggiunse ottime posizioni in classifica. Il tour di G. in Svizzera ottenne il tutto esaurito, mentre seguirono altre 20 date in Germania di supporto ai Royal Hunt confermando il loro successo nel resto d'Europa, così come in Giappone. Anche questo album raggiunse la prima posizione nella classifica elvetica e ottenne buone posizioni nelle classifiche del centro Europa. Qualche mese dopo, i Gotthard scrissero il singolo Fight for Your Life per il lottatore svizzero Andy Hug.
Nel settembre 1997 venne pubblicato il live album D-Frosted, un album acustico registrato dal vivo in Piazza Grande, a Locarno. Questo ottenne un successo a dir poco clamoroso, avvicinando i Gotthard anche ad una fetta di pubblico distante dall'hard rock. Il disco si piazzò anch'esso alla prima posizione, ottenendo il primo disco di platino a tre settimane dall'uscita, mentre dopo tre mesi sarà doppio platino. L'album, un live acustico, conteneva la reinterpretazione di Hush ed alcuni brani composti con la collaborazione del chitarrista italiano Vic Vergeat. Alle registrazioni prese parte anche Mandy Meyer, che di lì a poco entrerà nel gruppo come secondo chitarrista.
Il tour portò la band in tutta Europa ottenendo successo in Francia e Spagna.

### Open, il successo commerciale di Homerun e Human Zoo (1999 - 2003)
Nel gennaio 1999 seguì il quarto album in studio, Open. Intanto, l'ex chitarrista della band Igor Gianola raggiunge i tedeschi U.D.O. per la pubblicazione del loro disco Holy nel 1999. I Gotthard salutano la fine del millennio con il maxi singolo natalizio Merry X-Mas e un concerto in Piazza della Riforma, a Lugano, trasmesso in diretta televisiva dalla RSI la notte del 31 dicembre.
Nel 2000 il gruppo iniziò le registrazioni per un nuovo album. Queste ebbero luogo allo Yellowhouse Studio 13, il nuovo studio personale della band, inaugurato a Lugano per l'occasione. Era la prima volta che la band aveva la possibilità di lavorare a casa propria, e per questo motivo si decise di dare al nuovo album il titolo Homerun. Il disco, le cui sonorità erano sulla linea del precedente Open, diviene il maggior successo commerciale della band, trainato soprattutto dal singolo di lancio Heaven. In quel periodo inoltre Leoni produsse il disco dei DC World, progetto fronteggiato dal cantante dei Krokus Marc Storace creato con l'intento di registrare cover degli AC/DC.
I Gotthard partirono successivamente per un tour europeo e per alcune date in Giappone. Dopo una breve pausa, tornarono in tour sia come headliner sia come gruppo spalla ai Bon Jovi e agli AC/DC. Nel gennaio 2002 seguì One Life One Soul - Best of Ballads, una raccolta delle loro ballad con l'aggiunta di due brani inediti: la reinterpretazione di Ruby Tuesday dei Rolling Stones e Looking at You. Inoltre uscì il DVD More Than Live registrato durante l'Homerun Tour. Verso la metà dello stesso anno il gruppo annunciò l'interruzione dei rapporti con il loro produttore e compositore Chris von Rohr.
Seguì nel 2003 il nuovo album in studio Human Zoo, interamente registrato nello studio del chitarrista Leo Leoni e completato a Los Angeles sotto la supervisione del produttore Marc Tanner. Come di consueto, anche questo lavoro si posizionò ai primi posti nelle classifiche svizzere.

### Cambiamenti (2004)
L'anno 2004 segnò delle svolte importanti per il gruppo: a maggio Mandy Meyer lasciò la band e al suo posto venne preso Freddy Scherer. Più tardi quell'anno il gruppo fondò la propria etichetta, la G.Point Records. In agosto venne pubblicata un'altra raccolta, One Team One Spirit - The Very Best, che vedeva l'inclusione di quattro brani inediti, tra cui la title track One Team One Spirit, utilizzata come colonna sonora ufficiale per la Svizzera ai Giochi Olimpici di Atene, e Fire & Ice, utilizzata come inno dalla squadra di Hockey su ghiaccio del SC Bern. A dicembre si stabilì un nuovo contratto a lungo termine con la casa discografica Nuclear Blast Records in vista della pubblicazione dei successivi album.

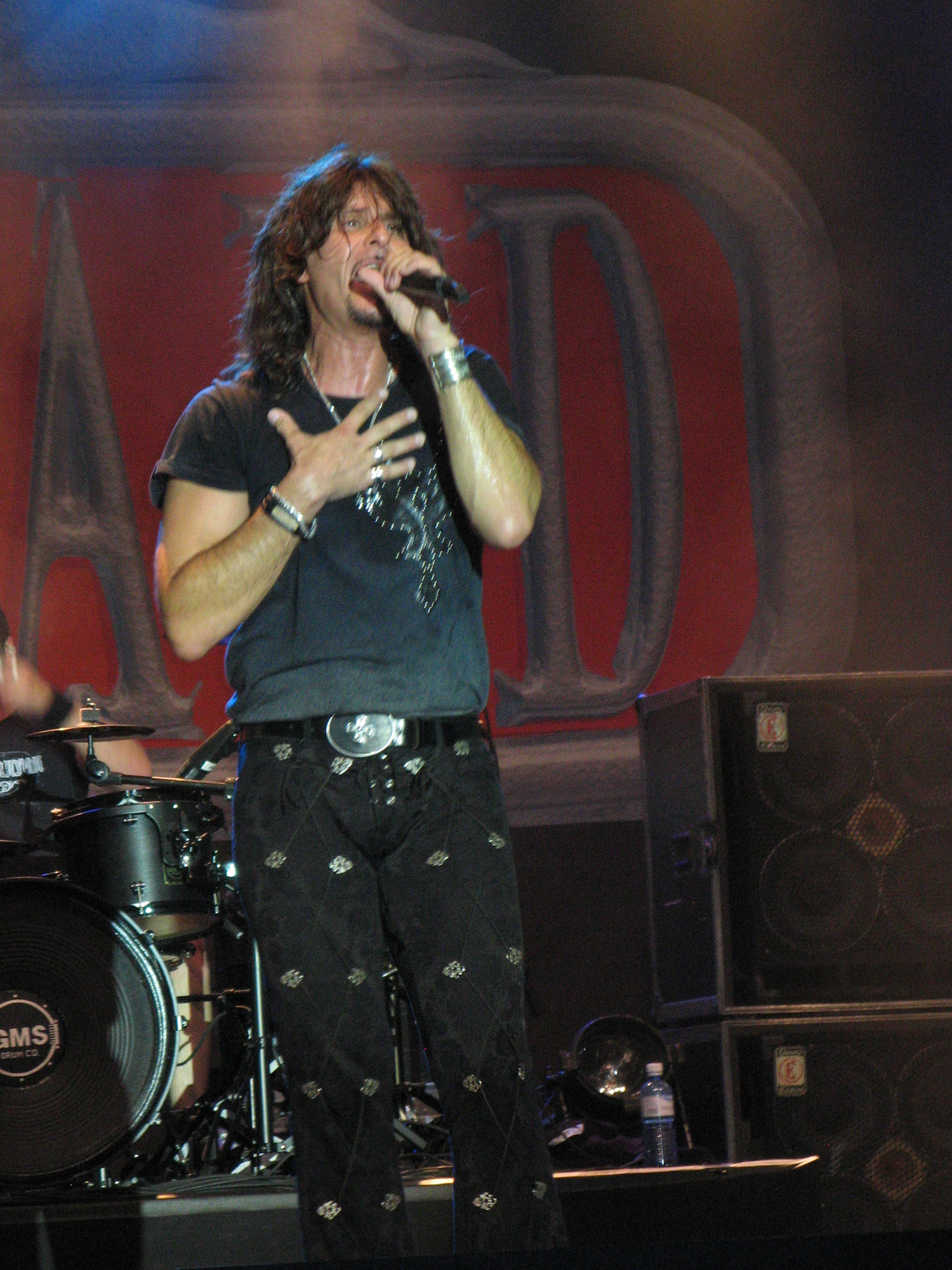
Steve Lee allArgovia Fäscht 2010

### Lipservice e Domino Effect (2005 - 2008)
Il settimo album in studio Lipservice vide la luce nel 2005. Dal disco vennero estratti singoli di successo come Lift U Up e Anytime Anywhere. Inoltre ricevettero un Diamond Award nelle vendite svizzere per il milione di copie vendute nel loro paese.
Nell'aprile 2005 Steve Lee formò un progetto temporaneo assieme a Marc Storace dei Krokus e Gigi Moto, per registrare alcuni brani dei Queen in occasione di una loro esibizione allo show televisivo svizzero Benissimo. Il 28 aprile 2006 la band pubblicò il terzo album live: Made in Switzerland, insieme ad un DVD di 152 minuti contenente l'esibizione al Hallenstadion di Zurigo nell'ambito del Lipservice Tour. Made In Switzerland divenne il loro decimo album ad ottenere la prima posizione nelle classifiche, battendo una competizione con i Tool e i Pearl Jam che lanciarono i rispettivi album quella stessa settimana.. Il giorno stesso della pubblicazione dell'album iniziò un nuovo tour, che, partendo dalla Svizzera, passò per tutta l'Europa e il Sud America, terminando in Grecia in novembre.
Il gruppo incise una versione in lingua spagnola dei singoli Lift U Up e Anytime Anywhere, con i titoli di Tu pasión ed El traidor, che raggiunsero rispettivamente la posizione numero 15 e la numero 16 della classifica spagnola. Quell'ottobre i Gotthard presero parte ad una serie di tour del festival Live n' Louder, passando per Messico, Argentina e Brasile, assieme a grandi nomi della scena heavy metal come Stratovarius, Black Label Society, Saxon, Nevermore, After Forever, Primal Fear e Sepultura.
Un anno dopo l'uscita del loro ultimo album, esattamente il 30 aprile 2007, pubblicarono il loro ottavo album in studio: Domino Effect, che prevedibilmente ottenne anch'esso la prima posizione nelle classifiche svizzere. Inoltre venne girato un video musicale per il singolo The Call. Nel maggio 2007 ebbe inizio il Domino Effect Tour, che dopo alcune date in Svizzera e in Ticino si spostò nel resto dell'Europa e in Giappone. Nel 2008 venne ripubblicato l'album Lipservice, sfruttando il nuovo successo di Lift U Up scelta come colonna sonora ufficiale per la Nazionale di calcio della Svizzera agli Europei di quell'anno. A fine anno i Gotthard intrapresero un nuovo mini-tour come spalla dei Deep Purple per festeggiare i quarant'anni di carriera di questi ultimi. Nel gennaio 2009 Steve Lee entrò invece temporaneamente nella band di Jon Lord in occasione di alcune date europee.

### Need to Believe e il decesso di Steve Lee (2009 - 2010)
Il 4 settembre 2009 uscì il nono album in studio dei Gotthard, Need to Believe mentre il 14 agosto venne estratto il singolo omonimo dell'album. Il Need to Believe Tour iniziò il 18 ottobre a Tokyo e si fermò per una pausa dopo il concerto del 19 dicembre sempre in Svizzera a Baar per poi riprendere il 19 febbraio 2010 al Fryshuset di Stoccolma, Svezia.
All'inizio dell'anno la band partecipò come ospite speciale agli Swiss Music Awards 2010, cantando il brano Don't Let Me Down e ricevette il primo disco di platino per l'album Need to Believe.
Nell'ambito del Need to Believe Tour, il 4 giugno la band fece uno spettacolo gratuito negli studi di Radio Argovia per celebrare i venti anni di trasmissione di quest'ultima, mentre sabato 17 luglio tenne il concerto di chiusura della rassegna Swiss Harley Days a Lugano, anch'esso gratis. Il 25 settembre la band si esibì durante l'annuale edizione di Miss Svizzera, cantando la canzone Tears to Cry.
Il 5 ottobre 2010 il cantante Steve Lee muore coinvolto in un incidente stradale, lasciando la band senza il proprio leader principale. La morte di Lee fa ritornare in classifica tutti gli album dei Gotthard.

### Limbo, album commemorativi e nuovo cantante (2010 - 2011)
Dopo l'uscita il 26 novembre 2010 della raccolta Heaven - Best of Ballads 2 in memoria del loro ex cantante, il gruppo entra in una specie di limbo per decidere se andare avanti o meno. Qualche mese più tardi, ad inizio febbraio 2011 arriva la conferma ufficiale: si continuerà anche senza Lee.

In un'intervista concessa a Radio Energy, il chitarrista Freddy Scherer e il bassista Marc Lynn rivelano che 450 candidati si sono presentati per prendere il posto dello sfortunato cantante.
Il 30 settembre 2011 è stato pubblicato l'album live Homegrown - Alive in Lugano, registrato a Lugano il 17 luglio 2010 in occasione degli Swiss Harley Days, mentre dal 2 settembre 2011 è disponibile il download del singolo inedito The Train.

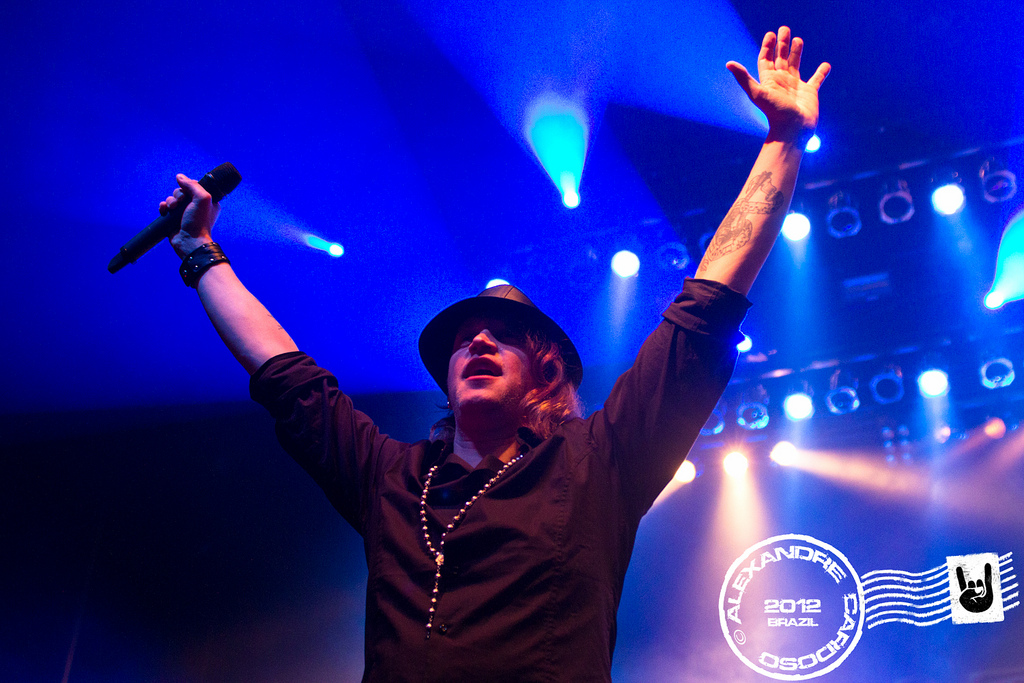
Nic Maeder durante il tour sudamericano (2012)

Il 20 novembre 2011 la band comunica di aver trovato la sua nuova voce, Nic Maeder, cantante svizzero residente in Australia. Nello stesso giorno viene reso disponibile sul sito web ufficiale del gruppo il download del primo singolo con il nuovo cantante: Remember It's Me.

### La rinascita: Firebirth e Bang! (2012 - 2016)
Il primo album in studio con Nic, intitolato Firebirth, è uscito il 1º giugno 2012, mentre il secondo singolo, Starlight, è disponibile in formato digitale dal 20 aprile.
Il Firebirth Tour è iniziato il 12 maggio 2012 in Sudamerica e nei mesi successivi è continuato in Europa, passando per vari festival estivi. Inoltre in autunno, il tour è proseguito in Giappone e nelle varie hall d'Europa.
Tra la fine di gennaio e l'inizio di febbraio 2013, la band è sbarcata per la prima volta sul suolo nordamericano. L'annuncio è stato fatto con il seguente messaggio, postato sul sito ufficiale, in cui si parla della partecipazione alla crociera 70000 tons of Metal Cruise accanto a grandi nomi del metal come Helloween, Sabaton, Kreator:
(Paul)
A inizio marzo 2013, attraverso il voto dei suoi fan, il sito web rockmeeting.com ha eletto Firebirth come il migliore album hard rock dell'anno 2012, davanti a quelli di Kiss e Van Halen. Il 12 maggio 2013 il gruppo riceve il premio Best Album Pop/Rock ai 39° Prix Walo, gli oscar svizzeri.
In una videointervista realizzata il 25 novembre 2012 prima del concerto di Milano, il chitarrista Freddy Scherer ha rivelato che durante la seconda parte del 2013 la band inizierà a scrivere e registrare i brani per il successore dell'album Firebirth, la cui uscita è prevista per i primi mesi del 2014.

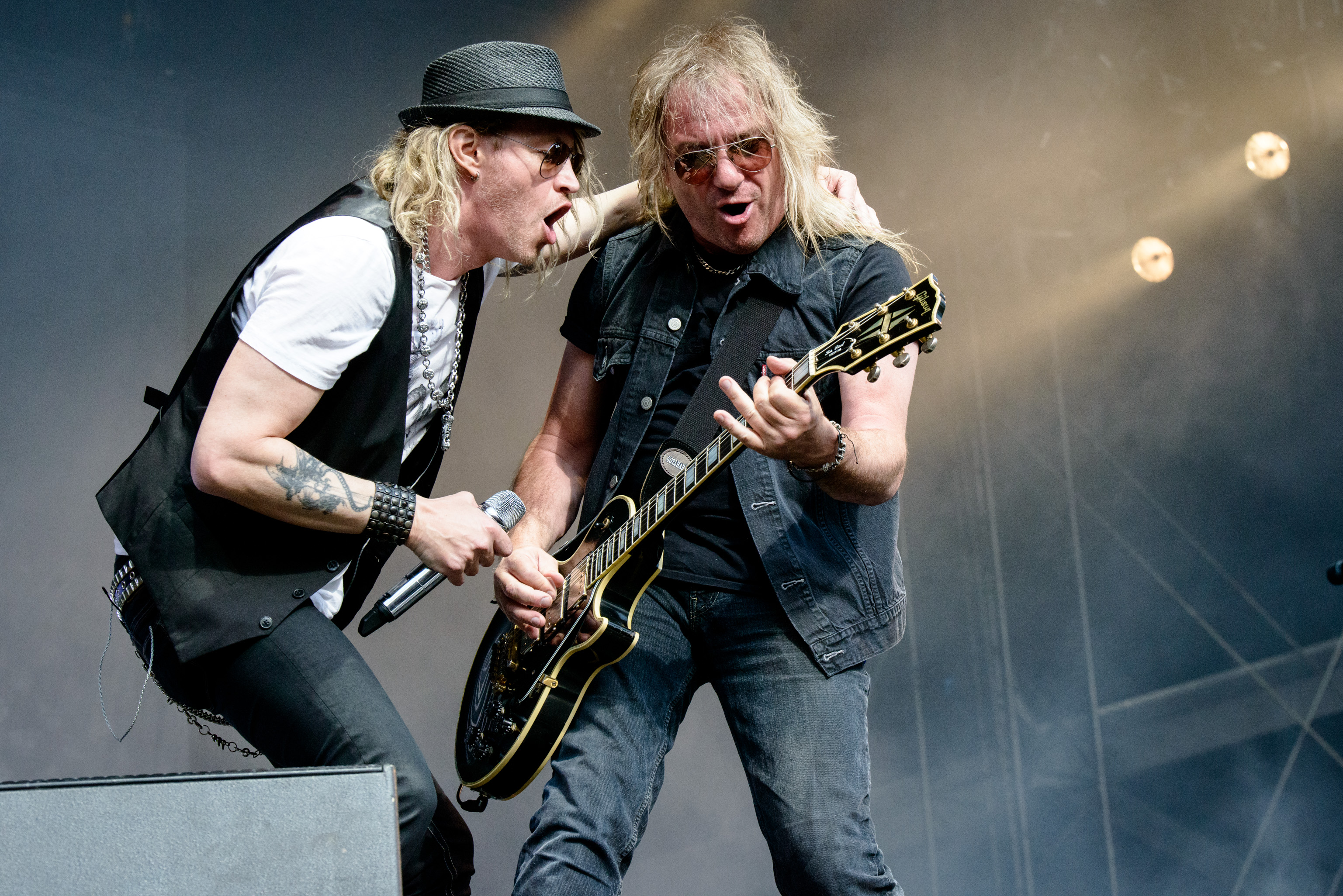
Leo Leoni e Nic Maeder in concerto nel 2016

L'undicesimo album in studio si intitola Bang! ed è stato pubblicato il 4 aprile 2014, in Svizzera tramite l'etichetta discografica, nel resto del mondo la distribuzione è avvenuta con PIAS Recordings (dopo la scadenza di contratto non rinnovata con la Nuclear Blast). Il disco si presenta anche in formato digipak con 2 tracce bonus e come vinile. Il 31 gennaio 2014 è stato estratto in formato digitale il primo singolo Feel What I Feel. Il CD è stato commercializzato in Nord America tramite l'etichetta discografica The End Records, il 24 giugno in formato digitale mentre il 12 agosto è uscita una versione deluxe con 3 tracce bonus.

Sono stati pubblicati nei mesi successivi i videoclip corrispondenti ai brani Bang! e C'est la vie. Il primo è di stampo calcistico, ispirato in particolare alla finale, conosciuta anche con il nome Miracolo di Berna, dei mondiali di calcio del 1954. Il secondo è stato invece girato a Cuba, più precisamente per le strade dell'Avana, dal direttore Martin Häusler usando attori emergenti del luogo come protagonisti, oltre al cantante Nic Maeder.
L'8 aprile 2014 ha avuto inizio con un warm-up show nei Paesi Bassi il Bang! World Tour che è proseguito nei mesi estivi con dei festival e poi dall'autunno nelle varie hall europee e mondiali. Nel 2015 il tour è andato avanti in vari festival in Europa ed è terminato nella primavera del 2016.

### 25º anniversario, film-documentario e Defrosted 2 (2017 - 2019)
Il 13 ottobre 2016 è stato presentato alla stampa il nuovo album in studio Silver, il dodicesimo in 25 anni di una carriera iniziata nel 1992, che è stato pubblicato il 13 gennaio 2017 tramite l'etichetta discografica Musikvertrieb in Svizzera e PIAS Recordings nel resto del mondo. Il primo singolo Stay with Me e il relativo videoclip è stato lanciato il 18 novembre. In seguito al rilascio del CD, ha avuto inizio il Silver - 25th Anniversary Tour che ha portato il gruppo sui palchi di tutta Europa e che si è concluso ad inizio settembre 2017 con un grande successo di pubblico e varie date sold-out. Il 3 luglio 2017 è stato pubblicato il video musicale del brano Miss Me.
Durante alcuni anni la band è stata seguita negli studi di registrazione e nelle tournée, così come in momenti più intimi dal regista elvetico Kevin Merz. Con il materiale collezionato e anche grazie ad immagini inedite ed interviste si è riusciti a realizzare il film-documentario Gotthard - One Life, One Soul che è stato presentato in anteprima mondiale alla 70ª edizione del Locarno Festival il 12 agosto 2017.
L'uscita al cinema della pellicola è avvenuta il 1º marzo mentre il DVD è stato pubblicato il 22 settembre 2018.
Nel 2018, a distanza di venti anni dal tour acustico di D-Frosted, il gruppo ha intrapreso una seconda tournée unplugged intitolata Defrosted Part II - Unplugged Tour che li ha portati in giro nei club e durante il periodo estivo in vari festival con brani arrangiati in versione acustica. Il disco registrato durante il tour, intitolato Defrosted 2, è stato pubblicato il 7 dicembre 2018 tramite l'etichetta discografica Sony Music in Svizzera e Nuclear Blast nel resto del mondo. L'album dal vivo è stato preceduto da 2 singoli inediti con i relativi videoclip: il primo Bye Bye Caroline con la collaborazione del frontman degli Status Quo Francis Rossi uscito il 5 ottobre ed il secondo What I Wouldn't Give il 9 novembre 2018.

### #13, la raccolta The Eyes of a Tiger ed il nuovo batterista (2020 - 2024)
Il 13 marzo 2020 è stato pubblicato il tredicesimo album in studio #13 contenente 13 tracce tramite l'etichetta discografica Sony Music in Svizzera e Nuclear Blast nel resto del mondo. Il disco è stato preceduto dal lancio di 2 singoli: Missteria il 10 gennaio con il relativo video musicale e Bad News il 21 febbraio 2020. Il tour di promozione per il CD previsto nella primavera del 2020, è stato rinviato 3 volte a causa della pandemia di COVID-19: una prima volta all'inverno 2020/2021, poi per l'autunno/inverno del 2021 ed infine spostato alla primavera del 2022.
Il 2 ottobre 2020, in occasione del decimo anniversario della scomparsa del cantante Steve Lee, è stata pubblicata la raccolta Steve Lee - The Eyes of a Tiger: In Memory of Our Unforgotten Friend che contiene brani rivisitati in maniera acustica e 2 inediti: la cover di Eye of the Tiger e Tarot Woman. La pubblicazione è avvenuta tramite l'l'etichetta discografica Sony Music in Svizzera e Nuclear Blast nel resto del mondo.
Il 19 aprile 2021 viene comunicata la decisione del batterista Hena Habegger di lasciare il gruppo, dopo 2 anni di pausa, per dedicarsi alla famiglia. Il sostituto è Flavio Mezzodi, già membro della band hard rock Krokus.

### Stereo Crush (2025 - presente)
Il quattordicesimo album in studio, intitolato Stereo Crush, è stato pubblicato il 21 marzo 2025 tramite l'etichetta discografica Reigning Phoenix Music (RPM).
Il disco è preceduto all'uscita di 3 singoli: Boom Boom il 29 novembre 2024, Thunder & Lightning il 17 gennaio con il relativo video musicale e Rusty Rose il 21 febbraio 2025. Il tour promozionale ha avuto inizio nel mese di maggio 2025.

## Formazione

### Formazione attuale
- Nic Maeder - voce (2011-presente)
- Leo Leoni - chitarra (1992-presente)
- Freddy Scherer - chitarra (2004-presente)
- Marc Lynn - basso (1992-presente)
- Flavio Mezzodi - batteria (2020-presente)

### Turnisti
- Ernesto Ghezzi - tastiere (2012-presente)
- Daniel Löble - batteria (2019)

### Ex componenti
- Steve Lee - voce (1992-2010) [Deceduto il 5 ottobre 2010]
- Hena Habegger - batteria (1992-2018, in pausa 2018-2021)
- Mandy Meyer - chitarra (1996-2003)
- Igor Gianola - chitarra (1993-1995)
- Neil Otupacca - tastiere (1992-2003)
- Theo Quadri - chitarra (1992-1993)
- Nicolò Fragile - tastiere (2004-2011) [membro non ufficiale]

## Discografia

### Album in studio
- 1992 – Gotthard
- 1994 – Dial Hard
- 1996 – G.
- 1999 – Open
- 2001 – Homerun
- 2003 – Human Zoo
- 2005 – Lipservice
- 2007 – Domino Effect
- 2009 – Need to Believe
- 2012 – Firebirth
- 2014 – Bang!
- 2017 – Silver
- 2020 - #13
- 2025 - Stereo Crush

## Videografia

### DVD
- 2002 - More Than Live
- 2006 - Made in Switzerland
- 2011 - Homegrown - Alive in Lugano

## Premi e riconoscimenti
- 1993
  - Nomination ai World Music Awards - Best Selling Swiss Artist
  - Rete Tre Awards - Price Golden Reel Ampex Award
- 1997
  - Prix Walo - Music Award
- 1998
  - Prix Walo - Music Award
  - World Music Awards - Best Selling Swiss Artist
- 2000
  - Prix Walo - Music Award
- 2001
  - Album dell'anno - Homerun
- 2002
  - Prix Walo - Music Award
- 2004
  - Diamond Award - Per aver venduto di più di 1 milione di dischi in Svizzera
- 2008
  - Swiss Music Awards - Miglior album pop/rock nazionale (Domino Effect)
- 2011
  - Swiss Music Awards - Tribute Award a Steve Lee
  - Cross Promotion Music Award
- 2013
  - Awards 2012 - Miglior album hard rock del 2012 (Firebirth)
  - Prix Walo - Best Album Pop/Rock
- 2015
  - Swiss Music Awards - Miglior album nazionale (Bang!)
- 2021 
  - Swiss Music Awards - Miglior gruppo nazionale[59]